# Casato di Sassonia-Coburgo e Gotha (Bulgaria)
Sassonia-Coburgo-Gotha (Bulgaria) è un ramo cadetto della dinastia Wettin che governò la nazione bulgara dal 1887 al 1946. La dinastia sassone costituisce anche le famiglie reali del Regno Unito, Belgio e Portogallo.

## Storia

### Ascesa di Ferdinando I

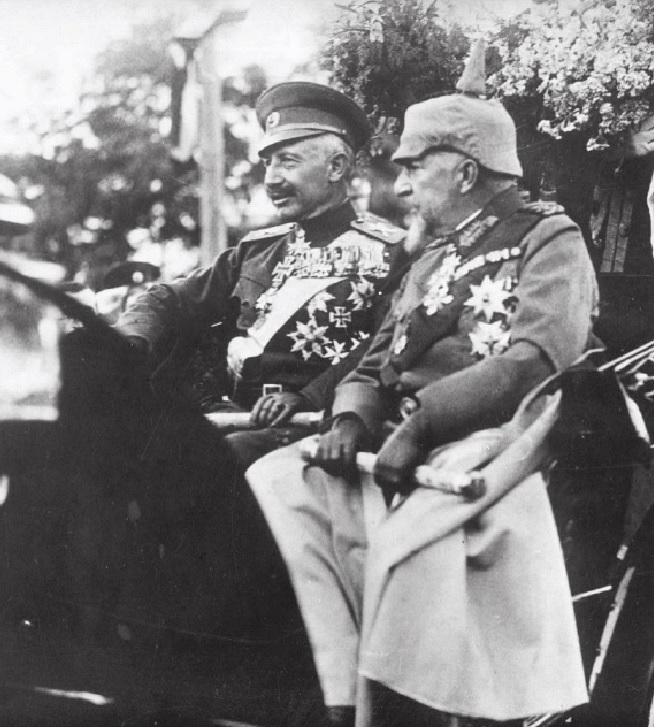
Kaiser Guglielmo II e Ferdinando I di Bulgaria.

Con il Trattato di Berlino del 1878, la Bulgaria ottenne la semi-indipendenza dall'Impero ottomano; lo zar Alessandro II propose come nuovo sovrano bulgaro il principe Alessandro di Battenberg che divenne Principe di Bulgaria nel 1879, per essere poi costretto ad abdicare nel 1886. Tra i nuovi candidati per il trono bulgaro vi furono il principe Valdemaro di Danimarca ed anche Ferdinando di Kohary, nipote del re Luigi Filippo di Francia e lontano cugino del principe Alberto, marito della regina Vittoria. Ferdinando fu eletto dall'Assemblea nazionale e il 7 luglio 1887 divenne il secondo principe regnante della Bulgaria.
Al tempo la Bulgaria era ancora sotto la sovranità ottomana ma nel 1908, con l'acquisizione della regione della Rumelia orientale, ottenne la piena indipendenza e Ferdinando ottenne il titolo di Zar. Fra il 1912 ed il 1913 il paese combatté le Guerre Balcaniche e poi la Prima guerra mondiale; il paese si schierò a fianco dei vicini Imperi d'Austria-Ungheria e di Turchia e quindi anche dell'Impero tedesco. Con una forte crisi economica nazionale e l'imminente sconfitta bellica, Ferdinando I decise di abdicare nell'ottobre 1918, probabilmente per preservare la monarchia, facendo sì che il primogenito gli succedette al trono come Boris III di Bulgaria. Ferdinando si sposò nel 1893 con Maria Luisa di Parma, morta nel 1899, per poi convolare a nozze per la seconda volta con Eleonora di Reuss-Köstritz.

### Regno di Boris III

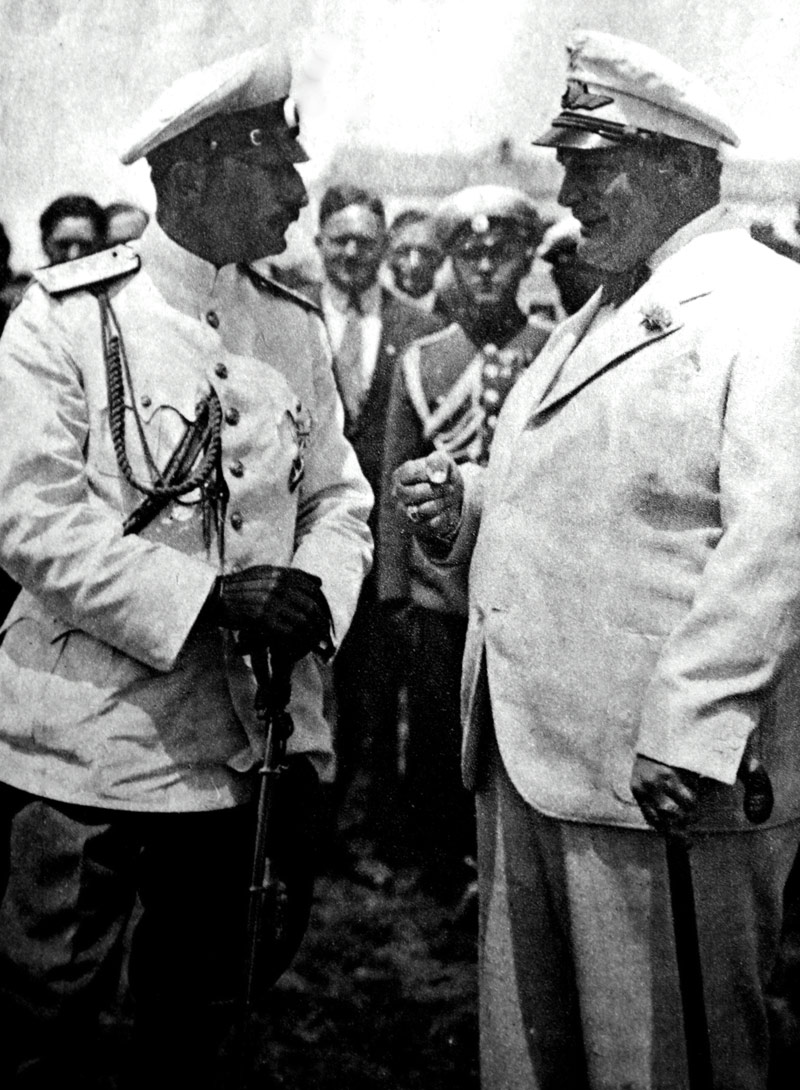
Boris III di Bulgaria con Hermann Göring

Nel 1918 con l'abdicazione del padre, Boris III ascese al trono bulgaro. Nel 1930 sposò ad Assisi la principessa Giovanna di Savoia, figlia del re Vittorio Emanuele III e di Elena del Montenegro. Dall'unione nacquero due figli, Maria Luisa e Simeone. Con lo scoppio della Seconda guerra mondiale, la Bulgaria si dichiarò neutrale e nel 1940 ottenne la regione della Dobrugia Meridionale, allora parte della Romania. Nel 1941 il paese aderì all'Asse e partecipò all'invasione della Jugoslavia e della Grecia, ottenendo alcuni territori.
Nell'agosto del 1943, lo zar Boris si recò in Germania, a colloquio col Fuhrer al quale il sovrano bulgaro voleva probabilmente comunicare la propria intenzione di firmare un armistizio così che la Bulgaria uscisse dal conflitto. Ritornato in patria, lo Zar morì a causa di un arresto cardiaco, anche se molti, come gli stessi medici che lo assistettero, sostennero che fosse stato avvelenato dai tedeschi. Morto il padre, il piccolo Simeone II, di sei anni, ascese al trono bulgaro.

### Caduta della monarchia
Con la morte del padre, Simeone II divenne il terzo Zar di Bulgaria e, avendo solo sei anni, fu affiancato da un Consiglio di Reggenza che era guidato dallo zio paterno, Kyril che verrà poi giustiziato dai comunisti nel 1945 con l'accusa di collaborazionismo con i tedeschi. Nel 1946, all'epoca molte truppe sovietiche erano presenti sul territorio bulgaro, fu indetto un referendum che vide la fine della monarchia e l'esilio della famiglia reale, che giunsero prima in Egitto e poi in Spagna nel 1951. Caduta la monarchia, fu istituita la Repubblica popolare di Bulgaria.
Nel 2001, caduto il regime filo-sovietico ed il ritorno dei reali, Simeone II fondò il NDSV, Movimento Nazionale Simeone Secondo, che lo stesso anno vinse le elezioni parlamentari e formò un governo, con a capo l'ultimo Zar che divenne il Primo ministro. Simeone restò all'esecutivo fino al 2005.

## Sovrani di Bulgaria

### Principe di Bulgaria (1887 - 1908)
| Nome         | Ritratto | Data di nascita  | Regno         | Regno          | Matrimoni Discendenza                | Note                                                         |
| Nome         | Ritratto | Data di nascita  | Inizio        | Fine           | Matrimoni Discendenza                | Note                                                         |
| ------------ | -------- | ---------------- | ------------- | -------------- | ------------------------------------ | ------------------------------------------------------------ |
| Ferdinando I |          | 26 febbraio 1861 | 7 luglio 1887 | 5 ottobre 1908 | Maria Luisa di Parma con discendenza | Secondo principe di Bulgaria, fondatore della dinastia reale |

### Zar di Bulgaria (1908 - 1946)
| Nome         | Ritratto | Data di nascita  | Regno          | Regno             | Matrimoni Discendenza                 | Note                                                 |
| Nome         | Ritratto | Data di nascita  | Inizio         | Fine              | Matrimoni Discendenza                 | Note                                                 |
| ------------ | -------- | ---------------- | -------------- | ----------------- | ------------------------------------- | ---------------------------------------------------- |
| Ferdinando I |          | 26 febbraio 1861 | 5 ottobre 1908 | 3 ottobre 1918    | Maria Luisa di Parma con discendenza  | Primo Zar di Bulgaria, abdicò nell'ottobre del 1918  |
| Boris III    |          | 30 gennaio 1894  | 3 ottobre 1918 | 28 agosto 1943    | Giovanna di Savoia con discendenza    | Ascese al trono a seguito dell'abdicazione del padre |
| Simeone II   |          | 16 giugno 1937   | 28 agosto 1943 | 15 settembre 1946 | Margarita Gómez-Acebo con discendenza | Ultimo Zar di Bulgaria                               |

## Stemmi

Stemma (1879 - 1907)
Stemma (1908 - 1946)
Stemma di Boris, principe di Tarnovo  (1894 - 1918)
Stemma di Simeone, principe di Tarnovo  (1937 - 1943)
Stemma del Reggente Kyril di Bulgaria
Stemma di Evdokija e Nadežda di Bulgaria
Stemma della zarina Maria Luisa di Parma
Stemma di Eleonora di Reuss-Köstritz
Stemma della zarina Giovanna di Savoia
Stemma della zarina Margherita Gómez Acebo  (Ordine civile di Spagna)

## Residenze

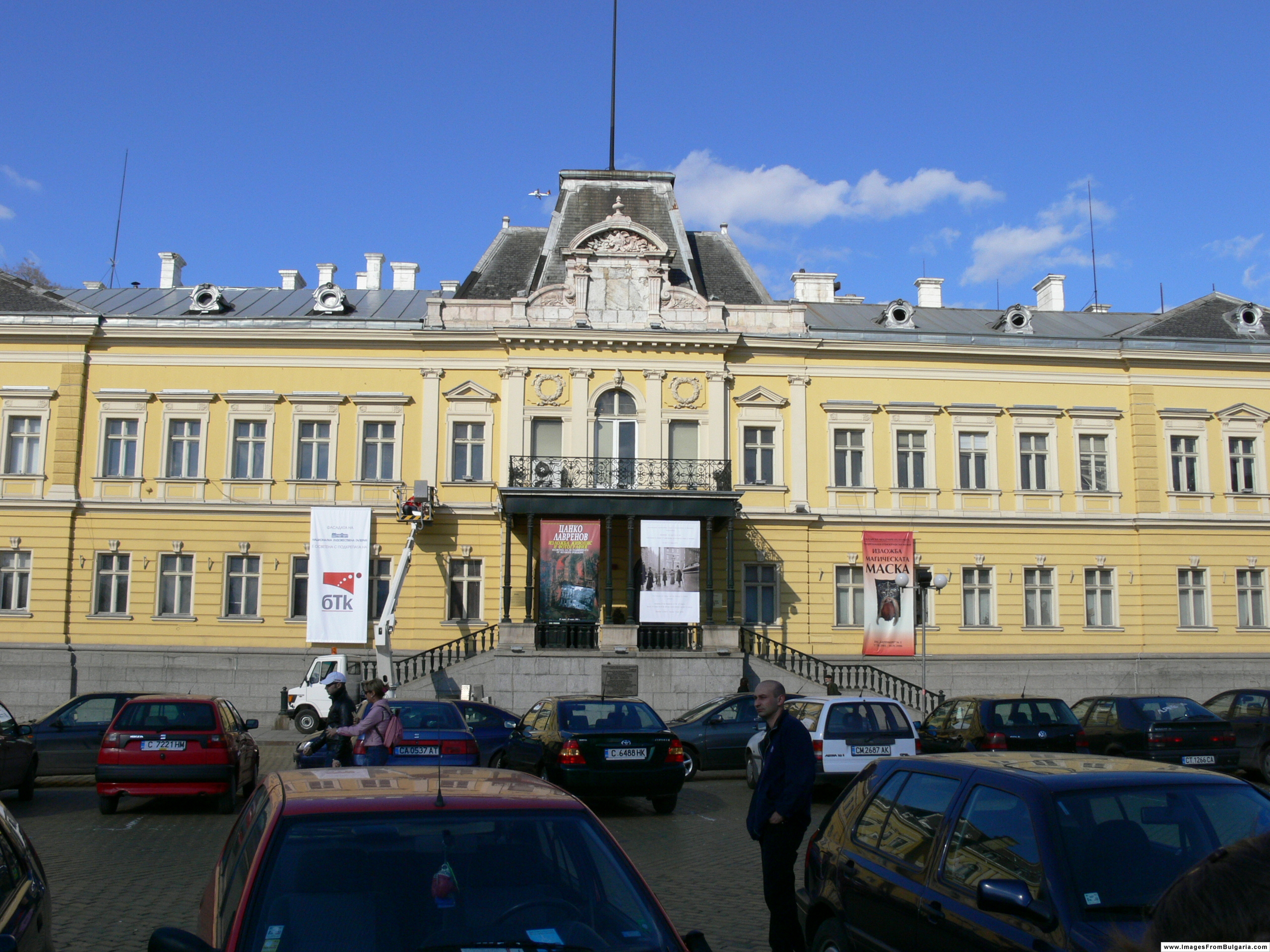
Palazzo Reale (Sofia)
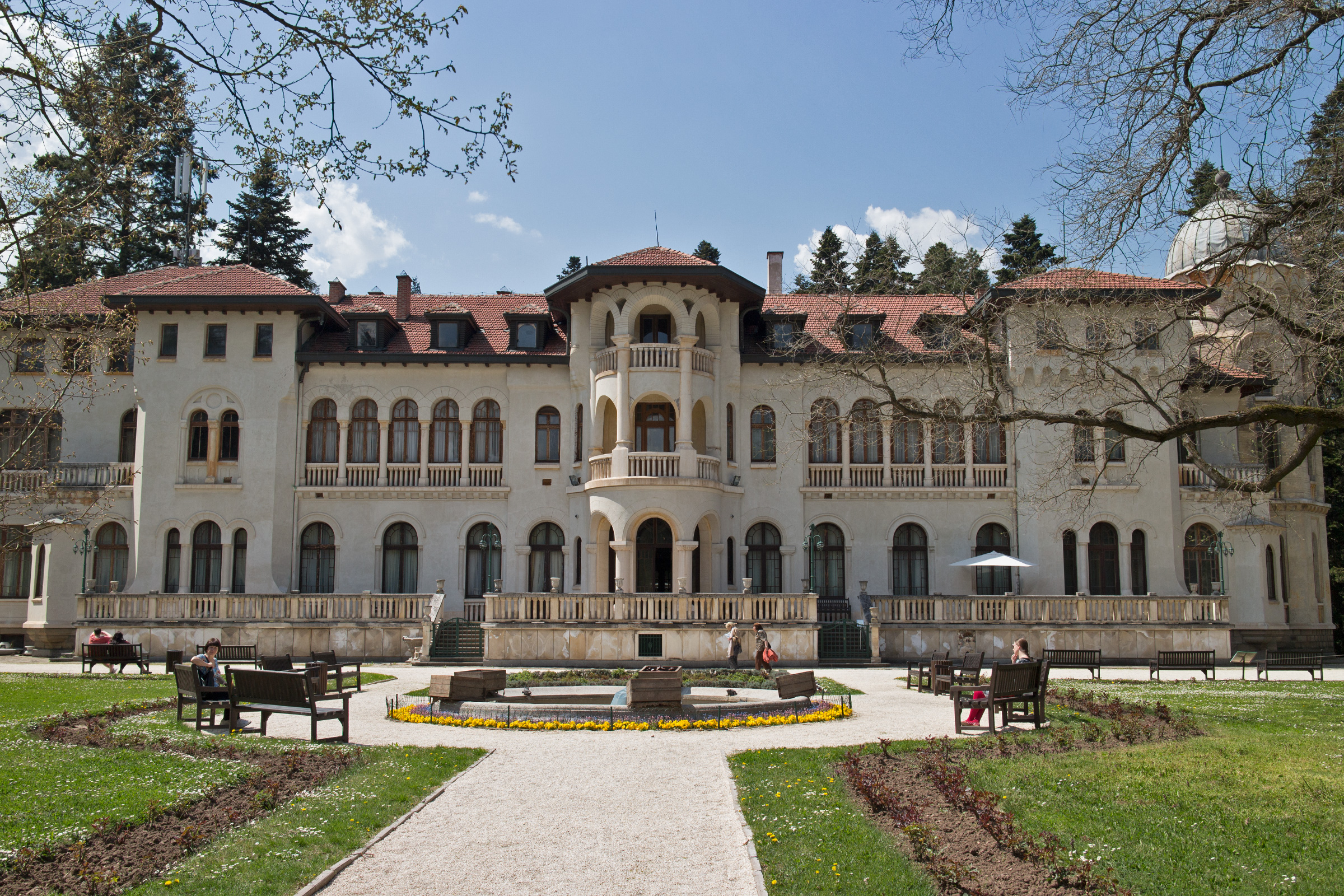
Palazzo Vrana (Sofia)
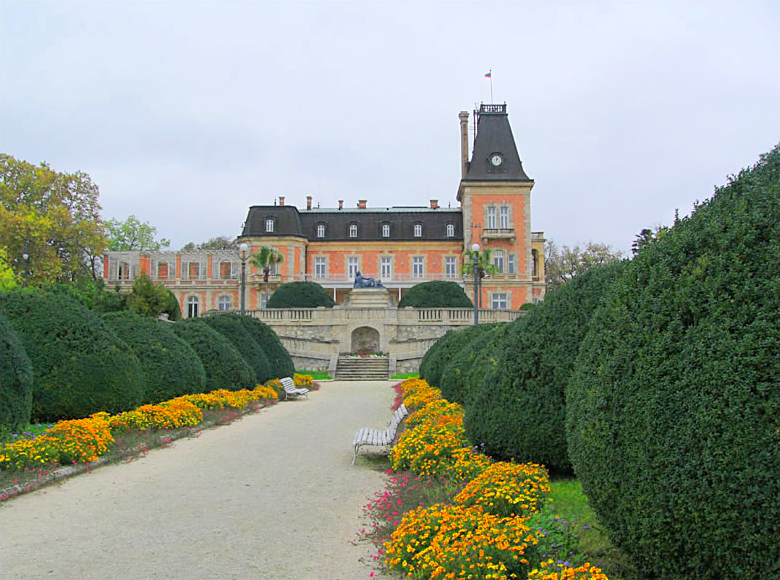
Euxinograd (Varna)